# Pavel Nový

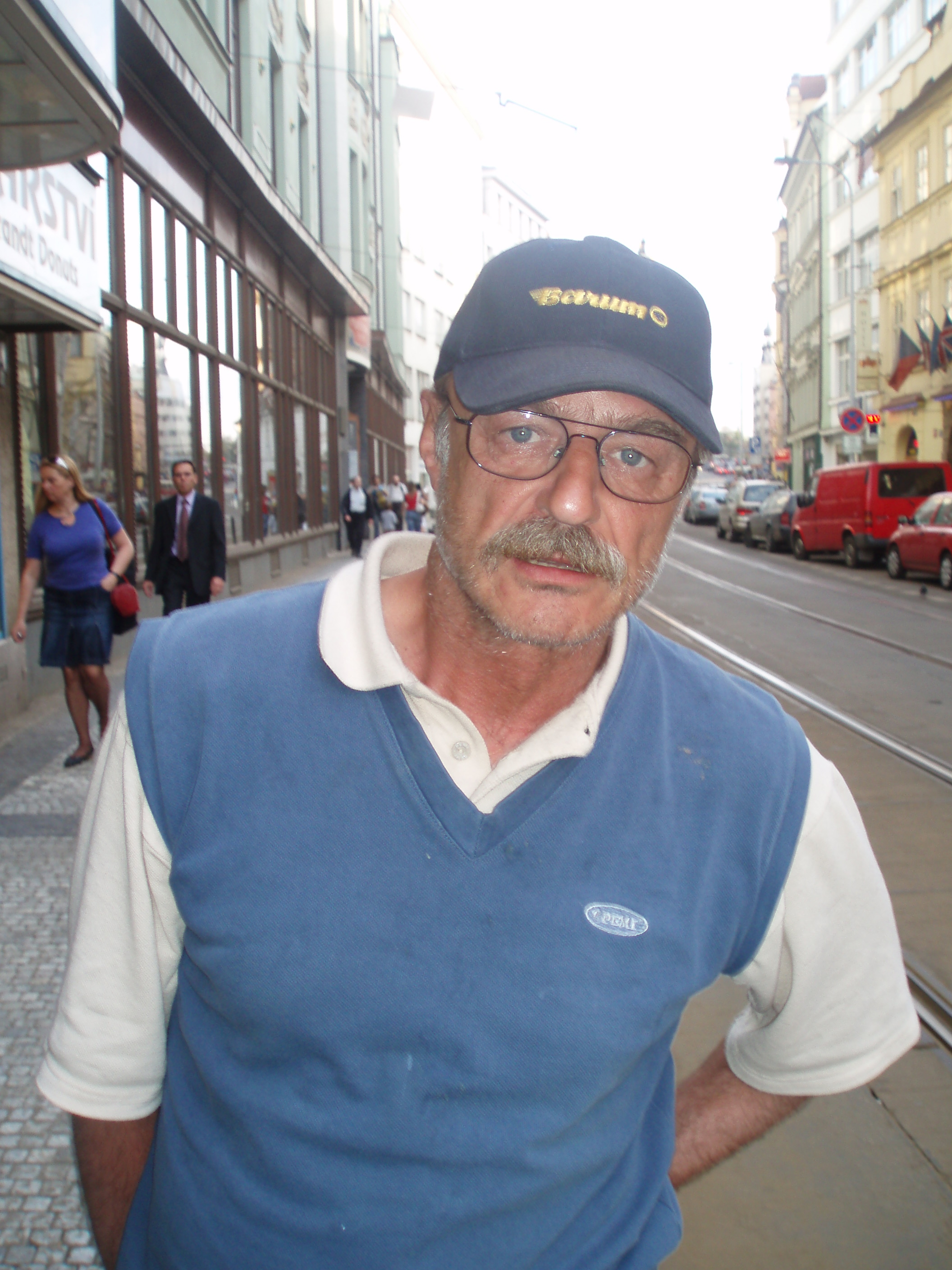
Pavel Nový, 2007

Pavel Nový (* 5. September 1948 in Plzeň, Tschechoslowakei) ist ein tschechischer Schauspieler.

## Leben
Nový spielt an mehreren Theatern, so zum Beispiel in Příbram. Daneben tritt er seit 1962 in zahlreichen Filmen auf. Dem deutschen Publikum wurde er vor allem durch seine Rolle als Fantomas in der 23-teiligen Fernsehserie Die Rückkehr der Märchenbraut bekannt.
2007 wurde er durch einen infizierten Mückenstich plötzlich gelähmt, lag im Krankenhaus und bis April 2008 in einem Rehabilitationszentrum in Kladruby.

## Filmografie (Auswahl)
- 1962: Hühnchen auf Reisen (Kuřata na cestách)
- 1979: Bau’ ein Haus, pflanz’ einen Baum (Postav dom, zasaď strom)
- 1981: Nacht der Angst (Řetěz)
- 1982: Ferien in der Steinzeit (Mrkáček Čiko)
- 1983: Schneemänner mit Herz (S tebou mě baví svět)
- 1986: Papilio
- 1988: Flieg, Vogel, Flieg! (Vlakári)
- 1989: Mädchen und Narren ((Blazni a devcatka))
- 1990/1993: Die Rückkehr der Märchenbraut (Arabela se vrací) (Fernsehfilm)
- 1995: Der doppelte Dalmatiner (Artus, Merlin a Prchlici)
- 1996: Les Conspirateurs du plaisir
- 2006: Ich habe den englischen König bedient (Obsluhoval jsem anglického krále)
- 2020: Sommer-Rebellen